# Elodie Marion Razafy
Elodie Marion Razafy (sinh ngày 8 tháng 9 năm 1998) là một vận động viên bơi lội người Malagasy. Cô đã tham gia nội dung bơi ngửa 50 mét nữ tại Giải vô địch thể thao dưới nước thế giới 2017.